# Zadní Jetřichovice
Zadní Jetřichovice (in tedesco Hinter Dittersbach) è una frazione di Jetřichovice, comune ceco del distretto di Děčín, nella regione di Ústí nad Labem. Dopo la seconda guerra mondiale, tra il 1949 ed il 1950, gli abitanti sono stati evacuati ed il sito è stato completamente distrutto.

## Geografia fisica
| Anno        | 1921 | 1950 |
| ----------- | ---- | ---- |
| Popolazione | 17   | 3    |

Il nome del villaggio vuol dire letteralmente dietro Jetřichovice. Esso sorgeva a nord di Jetřichovice.
I comuni limitrofi sono Mezná e Ottendorfer Raumicht ad ovest, Hinterhermsdorf, Mikulášovice, Tomášov, Salmov, Saupsdorf, Kopec, Staré Hraběcí e Vilémov, Zadní Doubice ad est e Vysoká Lípa, Mezní Louka, Kamenická Stráň, Všemily, Studený, Rynartice e Srbská Kamenice a sud.

## Cronologia
- La prima menzione del villaggio è del XV secolo;[2]
- 1833: il villaggio dispone di 4 abitazioni;
- Fine del XIX secolo: avvio del turismo;
- 1893: istituzione del comitato per la costruzione e la gestione di alcuni tratti stradali;
- Inizi del XX secolo: il villaggio dispone di 7 abitazioni;
- 1950: gli edifici vengono demoliti.